# Варсбер
Варсбе́р (фр. Varsberg) — муніципалітет у Франції, у регіоні Гранд-Ест, департамент Мозель. Населення — 970 осіб (01.01.2021).
Муніципалітет розташований на відстані близько 320 км на схід від Парижа, 34 км на схід від Меца.

## Історія
До 2015 року муніципалітет перебував у складі регіону Лотарингія. Від 1 січня 2016 року належить до нового об'єднаного регіону Гранд-Ест.

## Демографія
Динаміка населення (INSEE ):
Розподіл населення за віком та статтю (2006):
| Стать | Всього | До 15 років | 15-24 | 25-44 | 45-64 | 65-85 | Понад 85 |
| --- | ------ | ----------- | ----- | ----- | ----- | ----- | -------- |
| Чоловіки | 456    | 83          | 52    | 108   | 149   | 60    | 4        |
| Жінки | 500    | 79          | 60    | 142   | 143   | 72    | 4        |
| \| Статево-вікова піраміда \| Статево-вікова піраміда \| Статево-вікова піраміда \| \| ----------------------- \| ----------------------- \| ----------------------- \| \| Чоловіки \| Вік \| Жінки \| \| 4 \| 85 + \| 4 \| \| 4 \| 80-84 \| 8 \| \| 12 \| 75-79 \| 36 \| \| 16 \| 70-74 \| 24 \| \| 28 \| 65-69 \| 4 \| \| 8 \| 60-64 \| 28 \| \| 43 \| 55-59 \| 32 \| \| 51 \| 50-54 \| 36 \| \| 47 \| 45-49 \| 47 \| \| 32 \| 40-44 \| 55 \| \| 40 \| 35-39 \| 43 \| \| 16 \| 30-34 \| 28 \| \| 20 \| 25-29 \| 16 \| \| 24 \| 20-24 \| 36 \| \| 28 \| 15-20 \| 24 \| \| 43 \| 10-14 \| 43 \| \| 20 \| 5-9 \| 16 \| \| 20 \| 0-4 \| 20 \| |        |             |       |       |       |       |          |
| Статево-вікова піраміда |        |             |       |       |       |       |          |
| Чоловіки | Вік    | Жінки       |       |       |       |       |          |
| 4 | 85 +   | 4           |       |       |       |       |          |
| 4 | 80-84  | 8           |       |       |       |       |          |
| 12 | 75-79  | 36          |       |       |       |       |          |
| 16 | 70-74  | 24          |       |       |       |       |          |
| 28 | 65-69  | 4           |       |       |       |       |          |
| 8 | 60-64  | 28          |       |       |       |       |          |
| 43 | 55-59  | 32          |       |       |       |       |          |
| 51 | 50-54  | 36          |       |       |       |       |          |
| 47 | 45-49  | 47          |       |       |       |       |          |
| 32 | 40-44  | 55          |       |       |       |       |          |
| 40 | 35-39  | 43          |       |       |       |       |          |
| 16 | 30-34  | 28          |       |       |       |       |          |
| 20 | 25-29  | 16          |       |       |       |       |          |
| 24 | 20-24  | 36          |       |       |       |       |          |
| 28 | 15-20  | 24          |       |       |       |       |          |
| 43 | 10-14  | 43          |       |       |       |       |          |
| 20 | 5-9    | 16          |       |       |       |       |          |
| 20 | 0-4    | 20          |       |       |       |       |          |

## Економіка
2010 року серед 655 осіб працездатного віку (15—64 років) 470 були активними, 185 — неактивними (показник активності 71,8%, у 1999 році було 66,3%). З 470 активних мешканців працювало 436 осіб (236 чоловіків та 200 жінок), безробітними було 34 (10 чоловіків та 24 жінки). Серед 185 неактивних 46 осіб було учнями чи студентами, 70 — пенсіонерами, 69 були неактивними з інших причин.

У 2010 році в муніципалітеті числилось 397 оподаткованих домогосподарств, у яких проживали 940,0 особи, медіана доходів виносила 21 410 євро на одного особоспоживача

## Галерея зображень

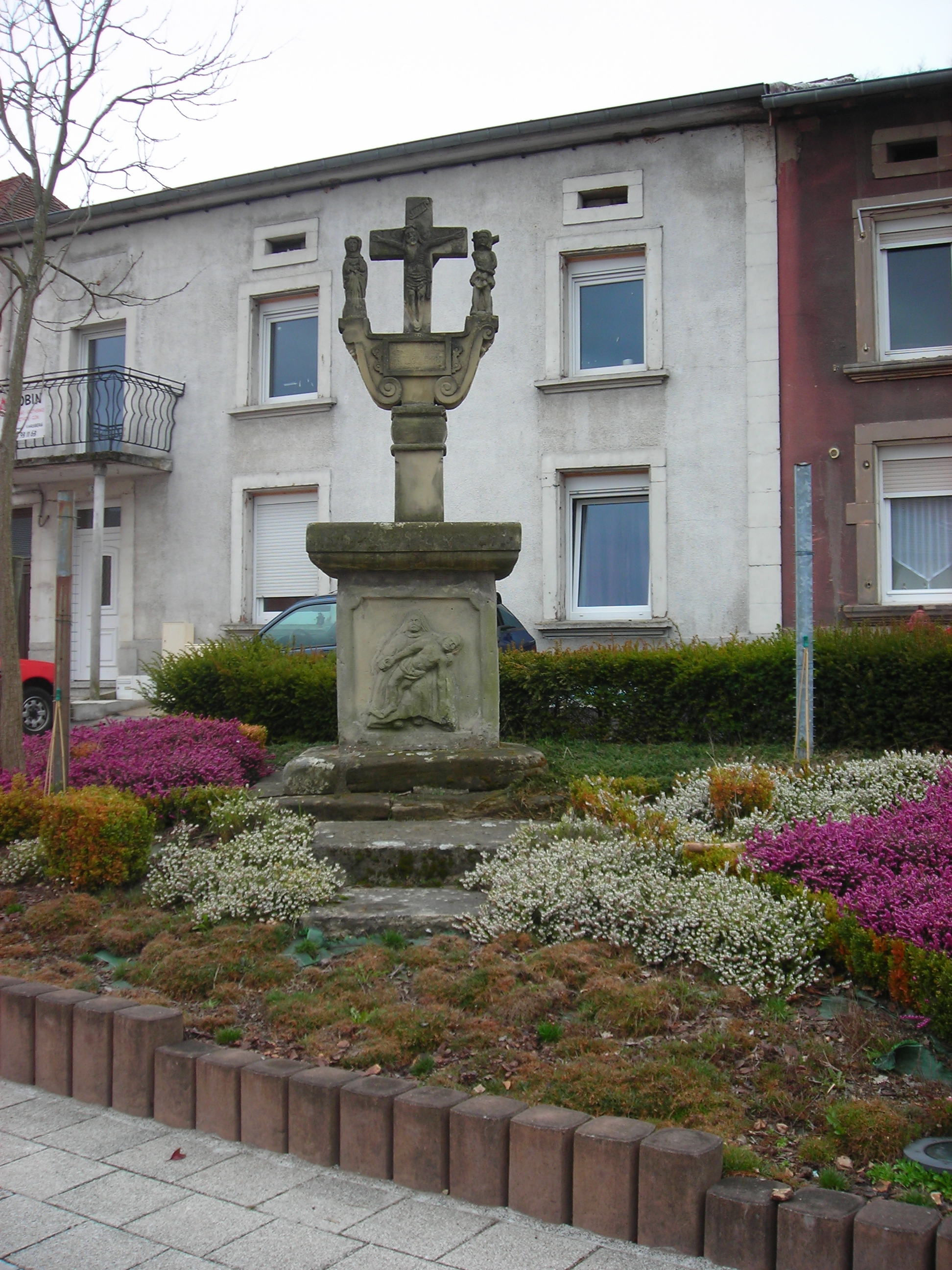
Хрест на згадку про чуму 1631 року
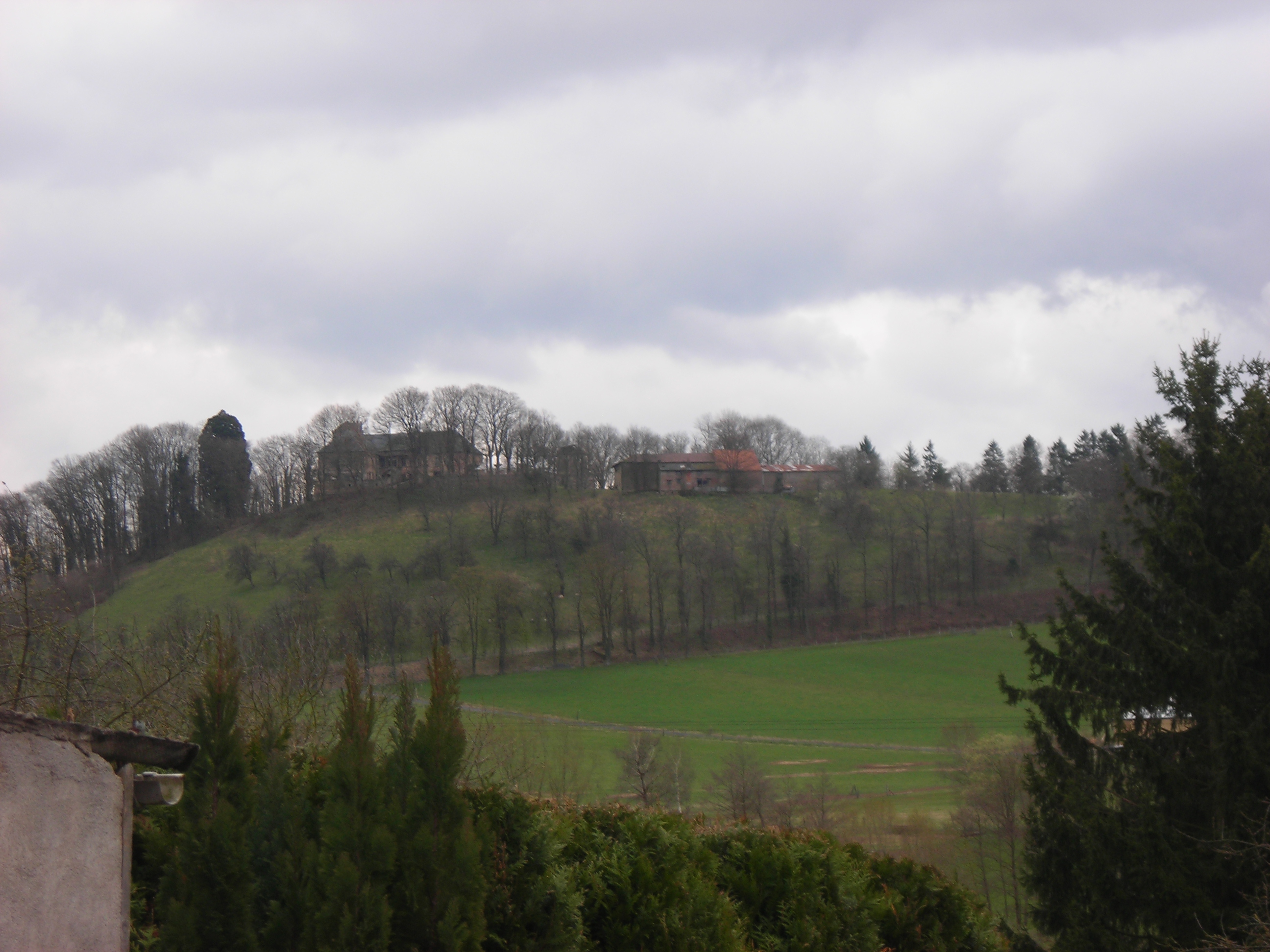
Замок nouveau Warsberg
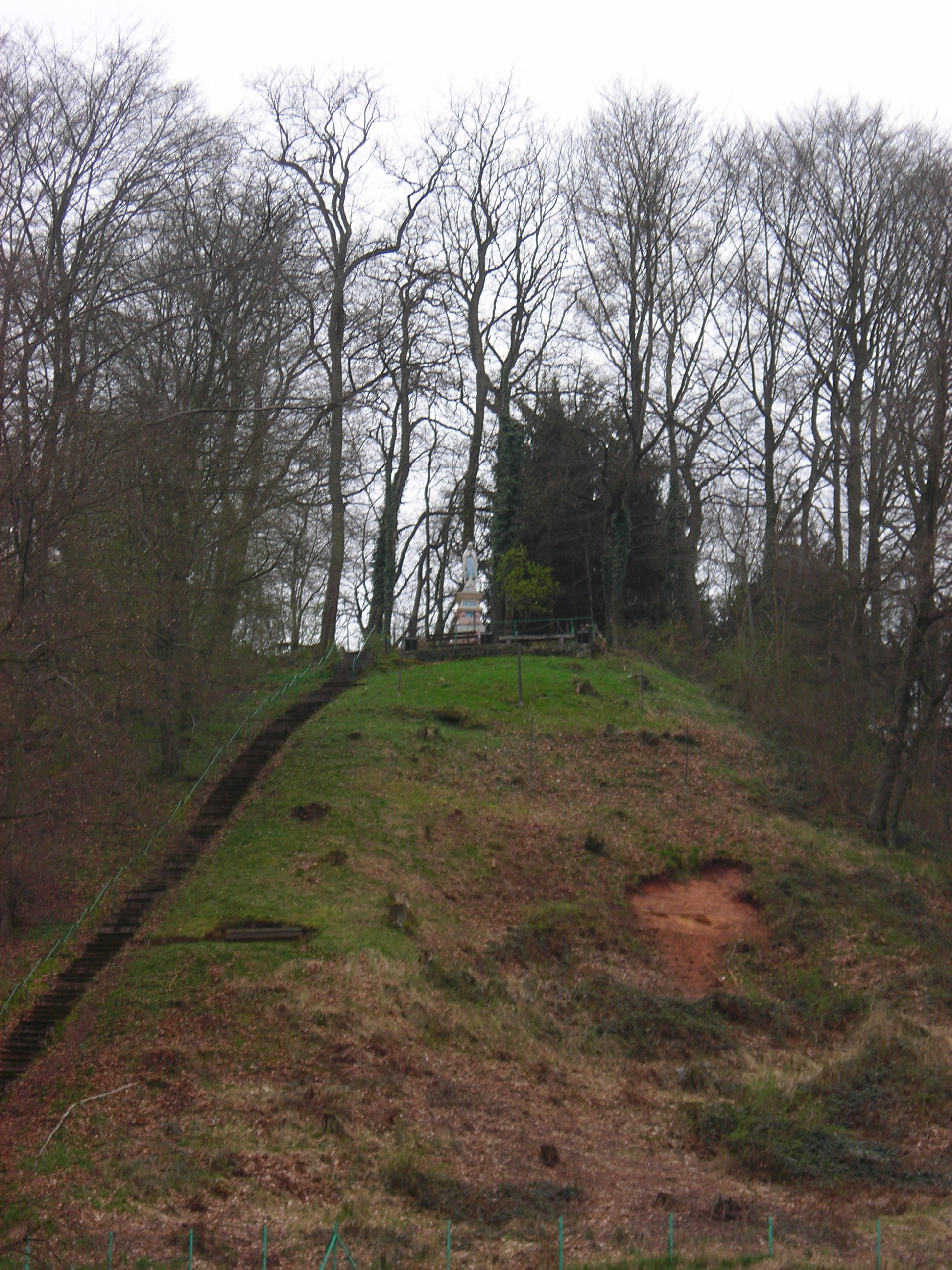
Скульптура Мадонни
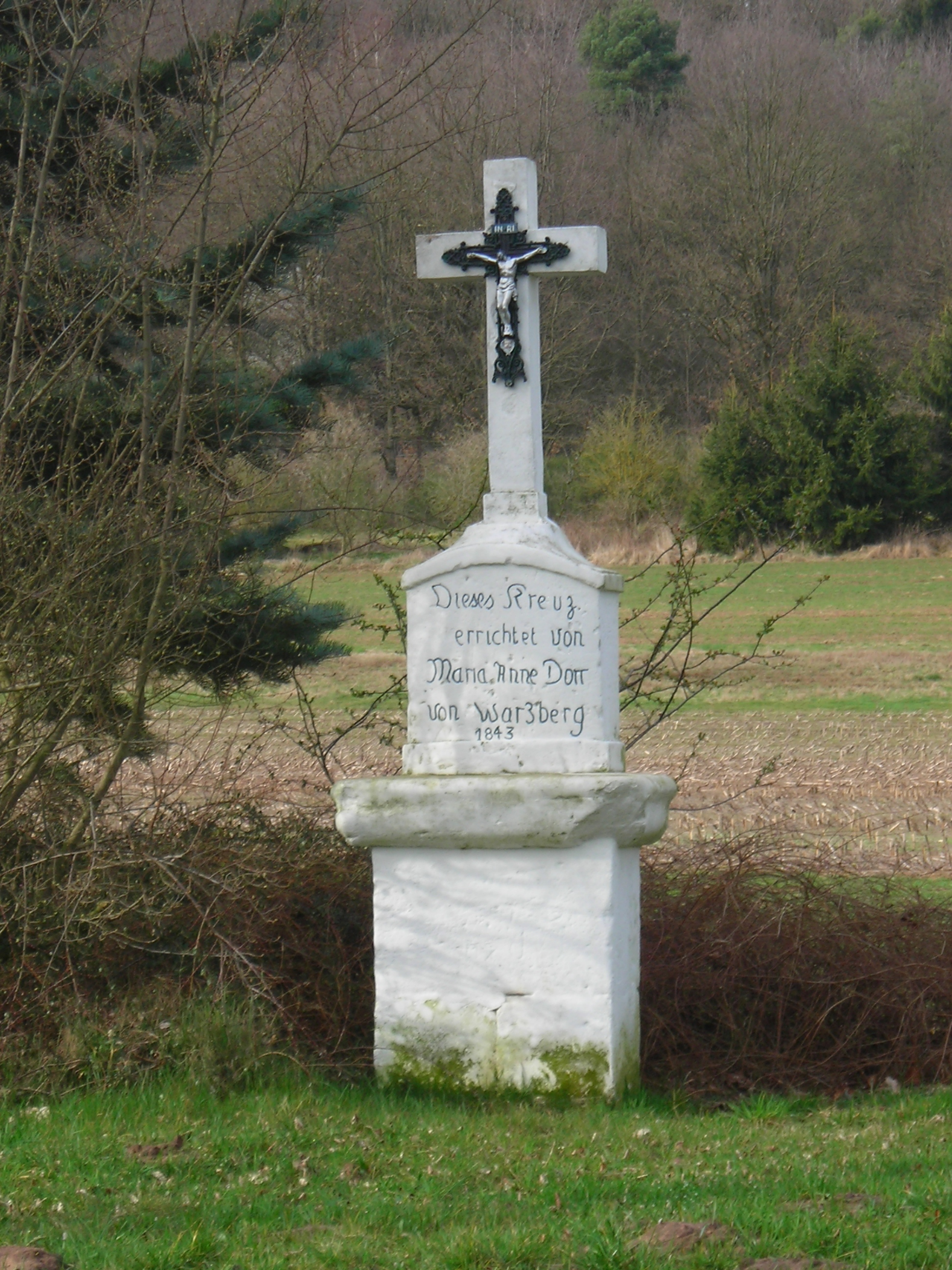
Хрест на дорозі до Ґертену
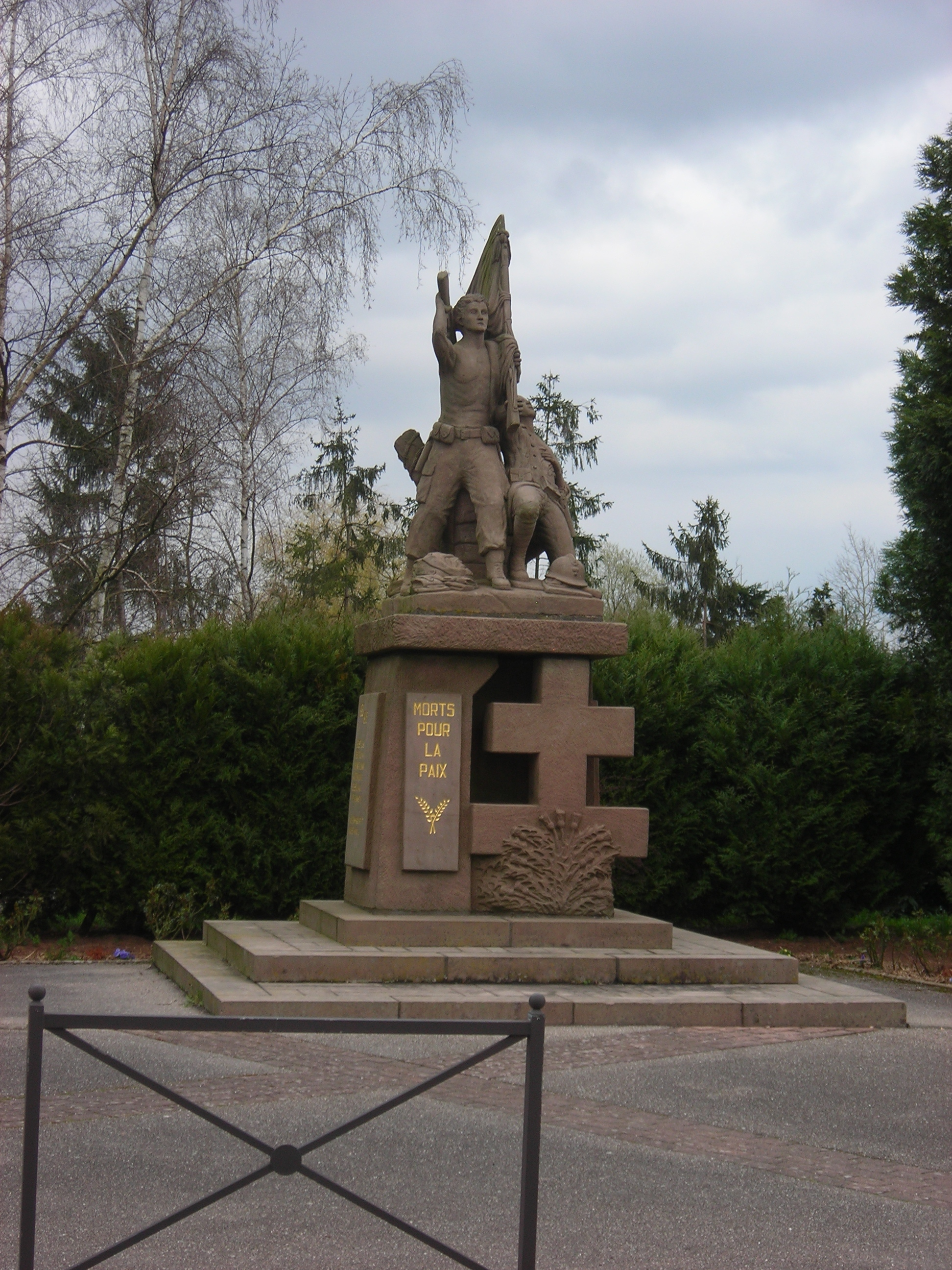
Пам'ятник загиблим
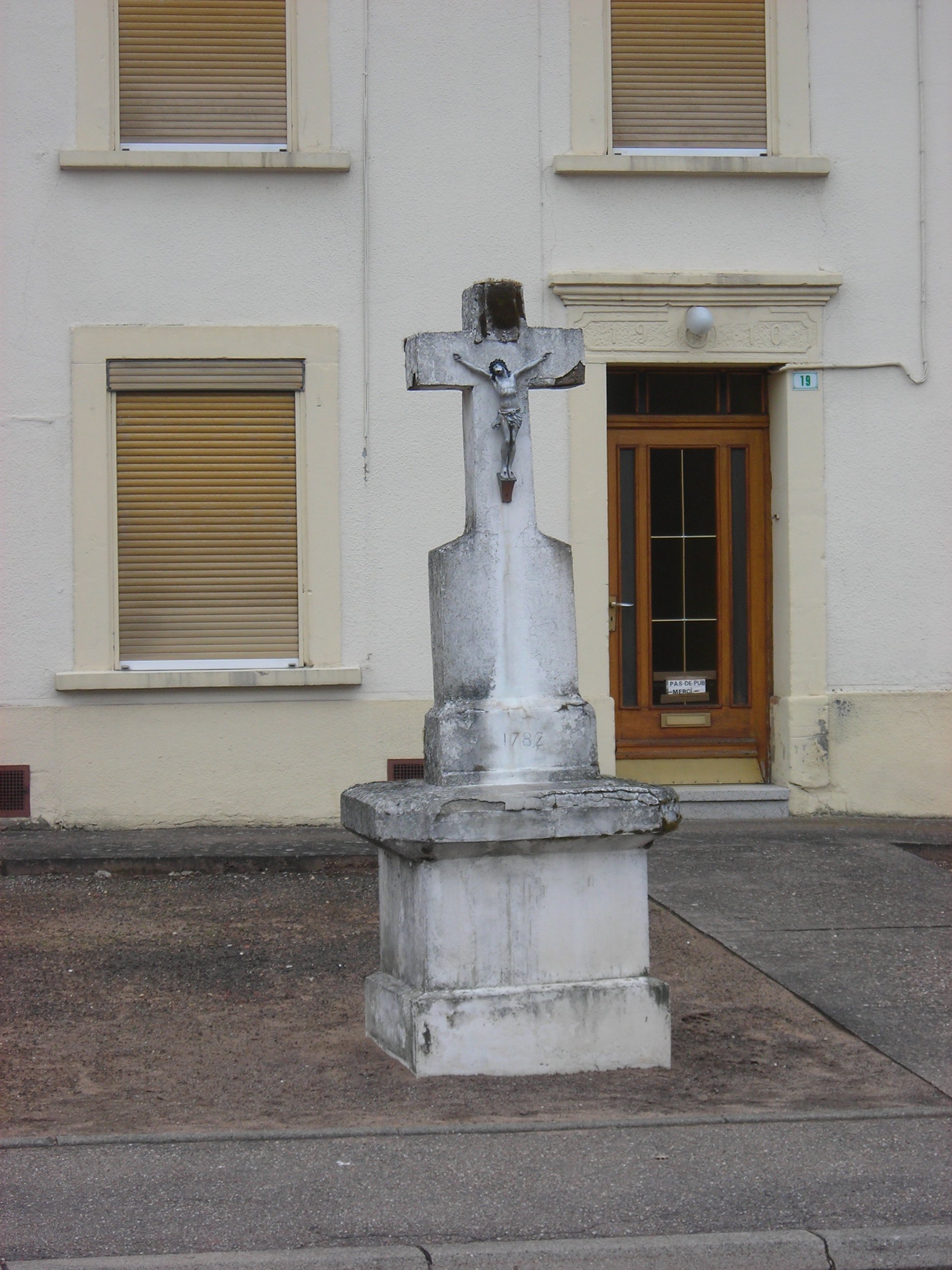
Придорожній хрест